# Robin Hahnel
Robin Hahnel, né en 1946, est un universitaire américain, professeur d’économie à l’American University (Washington DC). Il est surtout connu pour son travail concernant l’économie participaliste (Ecopar) réalisé avec Michael Albert, rédacteur de Z Magazine.
Engagé politiquement, Robin Hahnel se décrit comme un enfant de la Nouvelle Gauche proche du socialisme libertaire. Il a, depuis quarante ans, été actif dans de nombreux mouvements sociaux et organisations politiques, à commencer par les mouvements des étudiantes et étudiants s’opposant à la guerre du Viêt Nam. Plus récemment, il a milité avec les South Maryland Greens, une section locale du Parti Vert du Maryland et au Parti Vert des États-Unis (Green Party of the United States).
L’œuvre économique de Hahnel a notamment été influencée par les travaux d’Edward Bellamy, de Marx, de Keynes, de Sraffa, de Kalecki et de Joan Robinson. Hahnel a enseigné comme professeur invité ou travaillé comme économiste à Cuba, au Pérou, ainsi qu’au Royaume-Uni.

## Les critiques fondatrices: le marxisme orthodoxe et les économies de bien-être
Alors qu’il était étudiant à l'université Harvard, Robin Hahnel a rencontré Michael Albert, qui était quant à lui étudiant au Massachusetts Institute of Technology. Pendant les trois décennies qui suivirent leur rencontre, Hahnel et Albert ont produit ensemble sept ouvrages. Parmi eux, Marxism and Socialist Theory (Le Marxisme et la Théorie Socialiste), qui est une évaluation de la théorie marxiste et du marxisme-léninisme qui en souligne ce que les auteurs estiment être de graves lacunes. Albert et Hahnel soutenaient ici que si certains aspects de la théorie marxiste — comme son refus de l’institution de la propriété privée ou de l’économie de marché — sont louables, d’autres sont partiellement ou totalement erronées, notamment : son économisme ; son recours sur le plan méthodologique à la dialectique ; sa conception matérialiste de l'histoire ; son concept de classe ; sa théorie de la valeur-travail ; sa théorie des crises ; son refus généralisé de toute pensée visionnaire ; ainsi que ses valeurs et tendances autoritaristes. Ces carences, estimaient les auteurs, constituaient autant d’obstacles pour les luttes populaires en faveur de la justice sociale. Albert et Hahnel ont ensuite produit Socialism, Today and Tomorrow (Le Socialisme : Aujourd’hui et Demain). Il s’agissait cette fois d’une analyse du socialisme pratiqué dans les pays de l’Union soviétique, en Chine et à Cuba, en plus de l’esquisse d’une alternative au socialisme.
Une étude très technique de l’économie du bien-être suivra. Intitulé : A Quiet Revolution in Welfare Economics (Une Révolution tranquille en économie du bien-être), l’ouvrage fut d’abord publié par les Presses de l’Université de Princeton. Mal diffusé, il a toutefois suscité suffisamment d’intérêt dans les milieux militants et alternatifs pour qu’il soit à présent accessible en ligne.
Dans cet ouvrage, Hahnel et Albert discutent de la crise profonde que traverse la théorie traditionnelle de l’économie du bien-être. L’approche traditionnelle, développée à partir d’idées exposées il y a deux siècles par Adam Smith et selon laquelle la concurrence des marchés est guidée par une certaine main invisible pour produire l’efficacité sociale a, selon Hahnel et Albert, donné des rendements qui ont toujours été diminuants, et « empêché plutôt que facilité le progrès des analyses : du processus de travail, des externalités, des biens publics, ainsi que le développement des préférences et de structures institutionnelles ». La solution socialiste habituelle à ces problèmes — via des entreprises publiques combinées avec de la planification centrale — s’est avérée, elle aussi, avoir des graves faiblesses.
En conclusion de leur livre, les auteurs soutiennent que le fait d‘avoir explicité les raisons pour lesquelles les modèles habituels étaient défectueux a ouvert la voie à l’élaboration d’un paradigme alternatif. La notable inefficacité sociale et écologique d’une part des économies d’entreprises privées où l’allocation est accomplie par le marché, d’autre part des économies d’entreprises publiques où l’allocation est faite par planification centrale (et leurs nombreuses variations) invitent à conclure à la nécessité d’une radicale réorganisation des institutions de production, de consommation, ainsi qu’à la recherche de «mécanismes allocatifs qui permettent d’informer systématiquement la rationalité individuelle et sociale.» L’étape suivante serait donc d’affronter le défi d’élaborer un modèle relativement précis d’économie fondée sur la planification démocratique-participative.

## L’économie participaliste
En 1991, alors que le bloc soviétique s’effondre et que le capitalisme apparaît triomphant, Albert et Hahnel font paraître "The Political Economy of Participatory Economics". C’est un livre qui présente le modèle d’une économie où l’allocation est réalisée au moyen de la démocratie participative dans le cadre intégratif de conseils de production et de consommation. Ce modèle est proposé comme une alternative au capitalisme actuel, au socialisme de planification centrale et au socialisme de marché. Pendant les années qui suivent, Albert et Hahnel ont peaufiné leur vision, cherché à déterminer quelles institutions politiques et culturelles pourraient être compatibles avec elle et répondu aux critiques adressées à leur travail.

## Économie et écologie
Durant cette période, Hahnel donne des cours avancés d’économie écologique, à l’American University. Son objectif est alors de produire un modèle d’économie écologique qui incorporerait, comme un signal donné par le prix, les coûts écologiques et sociaux engendrés par la production, la consommation et la distribution des biens. Les difficultés liées à la quantification de ces coûts écologiques et sociaux sont bien connues et ont amené Hahnel à insister sur la nécessité d’utiliser des données qualitatives aussi bien que quantitatives pour assurer que les signaux des prix soient justes. Il soutient à ce sujet que la meilleure manière de parvenir à ces données qualitatives est de mener la recherche d’information dans un cadre qui soit démocratique et participaliste.
En ce qui a trait aux actuels problèmes écologiques, Hahnel a soutenu que plutôt que d’avoir recours aux modèles habituels de marchandisation de ressources naturelles (via des systèmes de permis ou autres méthodes de réglementation de type «commande et contrôle»), il serait préférable d’instituer des taxes « vertes » et des taxes sur la pollution. L’efficacité optimale de ces taxes est atteinte lorsque les pollueurs sont taxés pour la totalité des externalités. On peut s’attendre que les corporations essayent de refiler ces taxes aux consommateurs en augmentant leurs prix. Cependant, Hahnel fait remarquer que c’est « en partie au moins parce qu’elles découragent la consommation de biens dont la production demande de la pollution — justement en les rendant moins abordables pour les consommateurs — que ces taxes accroissent l’efficience dans une économie de marché ». Il recommande encore de lier l’augmentation des taxes s’appliquant à des «maux» comme la pollution à des réductions de taxes sur des « biens » en rapport avec du travail productif — par exemple l'impôt sur la sécurité sociale.

## Mondialisation corporatiste, critique et militantisme
Alors que s’achèvent les années 1990, Hahnel va de plus en plus consacrer son travail à l’analyse de la mondialisation de l’économie commandée et gérée pour leur profit par les grandes entreprises, et activement militer contre elle. Alors que des groupes disparates unissaient leurs efforts pour converger à Seattle en 1999 afin de protester contre les politiques mises de l’avant par l’Organisation Mondiale du Commerce, Hahnel comptera au nombre des plus éminents analystes informant les mouvements populaires et alimentant leur réflexion.
Il publia alors son premier livre rédigé sans Michael Albert : Panic Rules, qui sera traduit en français sous le titre La Panique aux Commandes. Le livre proposait des analyses des crises attribuables aux politiques de libéralisation financière et commerciale menées au nom de la mondialisation ainsi qu’une critique de l’idéologie et des pratiques des institutions mondiales comme le FMI, l’OMC et la Banque mondiale. Il rappelait aussi les limites, trop peu souvent aperçues, d’une théorie du commerce international fondée sur la théorie de Ricardo des avantages comparatifs.
Hahnel reconnaissait des mérites à la théorie des avantages comparatifs et admettait que « si les coûts d’opportunité pour produire les biens diffèrent selon les pays, il y a pour eux des gains potentiels à espérer de l’échange et du commerce ». Cependant, il ajoutait aussi que ces gains potentiels ne sont réalisés que dans certaines circonstances précises, avant de rappeler ces nombreux facteurs présents dans le monde réel et qui peuvent causer de substantielles pertes d’efficience. Parmi les facteurs aux effets les plus négatifs, on retrouve les « signaux erronées » émanant du système du prix et qui sont essentiellement dus aux externalités : tout cela conduit à une mauvaise identification des avantages comparatives. On note encore l’instabilité des marchés internationaux, qui engendre des inefficiences macroéconomiques ; enfin, les coûts, qui peuvent être considérables, liés aux migrations des industries et du personnel. De plus, et contrairement à la théorie de Ricardo, il est habituel que le commerce international aggrave les inégalités à l’échelle internationale et ceci parce que les conditions même de ces échanges sont inéquitables, ce qui résulte d’une part du rapport de force tout à l’avantage de pays du Nord dans les négociations, d’autre part de la structure de classe de ces sociétés, laquelle garantit que les coûts et les bénéfices du commerce seront toujours distribués de manière inéquitable au sein de chaque pays.

## La théorie et la pratique de la Justice économique et la démocratie
Au cours des dernières années, Hahnel a cessé de publier avec Michael Albert des livres sur l’économie participaliste et s’est consacré à du travail de nature académique sur l’économie politique. Il a notamment analysé l’œuvre d’Amartya Sen — ce travail est paru dans un ouvrage collectif intitulé Understanding Capitalism: Critical Analysis from Karl Marx to Amartya Sen. On peut déceler dans ce travail plus récent un certain virage vers des préoccupations qui visent plus le moyen-terme que la longue durée (et bien que Hahnel maintienne toujours son intérêt pour une réflexion sur une vision à long terme d’une économie de coopération). Il s’est ainsi intéressé à l’idée d’un keynésianisme mondial et à celle de réforme du salaire.

## Citations de Robin Hahnel
« Voyons à présent comment fonctionne ce qui pourrait devenir la plus grande "escroquerie financière" de tous les temps. Les investisseurs internationaux perdant toute confiance en une économie du tiers-monde lâchent sa monnaie, ses actions et ses obligations, le FMI exige alors que la banque centrale du pays concerné réduise l'offre en devises afin de relancer les taux d'intérêt intérieurs en un dernier effort pour protéger la devise locale et éviter de nouvelles fuites de capitaux. Même les entreprises saines ne parviennent plus à obtenir de prêts ou ne peuvent plus se les permettre et rejoignent, par conséquent, la cohorte des entreprises nationales à brader au plus vite. Nous savons que pour condition préalable à l'obtention d'une aide de la parte du FMI, le gouvernement local doit lever toute barrière à l'acquisition de l'entreprise, de banques, ou de terres par des investisseurs étrangers. Avec une monnaie dépréciée et une longue liste d'entreprises en faillite, le pays est prêt à recevoir les responsables des départements "acquisition" des multinationales et des banques occidentales qui viennent "faire les soldes" avec une énorme liasse de dollars omnipotents en poche »

## Publications
- (fr) La Panique Aux Commandes, traduction de Panic Rules par Mickey Gaborlaud. 2001, Agone Editeur.
- (en) Unorthodox Marxism avec M. Albert (1978)
- (en) Socialism Today and Tomorrow avec M. Albert (1981)
- (en) Marxism and Socialist Theory avec M. Albert (1981)
- (en) Looking Forward avec M. Albert (1990)
- (en) The Political Economy of Participatory Economics avec M. Albert (1991)
- (en) Panic Rules (1999)
- (en) ABC's of Political Economy (2003)
- (en) Economic Justice and Democracy: From Competition to Cooperation (2005)